# Бетмен: Анимирана серија
Бетмен: Анимирана серија је назив америчке анимиране ТВ серије базиране на стрипу компаније Ди Си о суперхероју Бетмену чији су аутори Боб Кејн и Бил Фингер. Веома је поштована од стране публике као највернији приказ Бетмена и његовог универзума, и као најбоља анимирана серија рађена према стрипу. Креатори ове серије су толико далеко отишли да су анимирали серију на црним папирима, односно на црну подлогу су наносили боју како би серија била што мрачнија(Dark Deco), и у томе су употпуности успели. Иако се као наслов користи само реч Бетмен, без икаквог приказаног наслова у уводној шпици, званични наслов је Бетмен: Анимирана серија, како је речено у компанији Ворнер Брадерс.
Бетмен анимирана серија је зачетак дакозваног DC анимираног универзума, који се понекад назива и Тимверс зато што је Брус Тим водио значајну улогу и креирању свих серијала из овог света, али пошто није био једини креатор, и пошто је сам отворено говорио како је цео тим сачужан за стварање серија, фанови су прихватили општи назив DC Animated Universe, односно DCAU.
Исторајиа анимираног Бетмена у ДЦАУ може се поделити на 4 целне 1. Батман Анимирана серија, 2. Нове Бетмен авантуре, 3.Удружење праведника, 4.Бетмен из будућности.
Оригиналне епизоде, чији су продуценти Брус Тим и Ерик Радомски, су први пут емитоване од 1992. до 1995. Серија је једноставно названа Batman: The Animated Series током прве сезоне, а онда је променила назив у The Adventures of Batman and Robin како би се млађа публика боље упознала са ликом Робина, а и да би промовисала тада нови филм Бетмен Заувек.
Након успешних 85 епизода, емитованих на Foxу, креиране су нове анимиране епизоде за Kids WB. Насловљене The New Batman Adventures, и приказивале су се од 1997. до 1999. са снимљене 24 епизоде. Картун Нетворк и данас емитује репризе обе серије укомбиноване као једну.
Неки од аутора су изјавили да је The New Batman Adventures заиста наставак Batman: The Animated Series. Продуценти се такође слажу да обе серије имају радњу у истом свету, континуитету итд., само је разлика та што је протекло неколико година између њих. Међутим, The New Batman Adventures епизоде има доста разлика да би их публика третирала као различите серије. Сами дизајни ликова су прошли кроз бројне промене, правећи још већу разлику између две серије. Један од разлика је мањи буџет;пошто је ликове било лакше добро анимирати са мањим буџетом. Још једна велика промена је била музика; оригинална серија је имала цео оркестар за сваку епизоду, док је New Batman Adventures са мањим буџетом био приморан да користи већ употребљену музику. Такође су и глумци били промењени. Бетгрл је постала значајнији лик и није ју је више глумила Мелиса Гилберт.
Оригинална серија је делимично инспирисана филмом Тима Бартона, Бетмен из 1989, и такође има много музике из филма коју је компоновао Дени Елфмен. Још један снажни утицај је била анимирана серија Супермен од Fleischer Studios из 1940-их. Премијера серије је била 1992, неколико месеци након успешне премијере другог филма о Бетмену, Повратак Бетмена.
Ова серија у Србији емитовано је на БК телевизији. Српску синхронизацију радио је Квартет Амиго.

## Општи преглед
Тим и Рандомски су дизајнирали серију по узору на филмове Тима Бартона и film noir користећи детаље и мотиве као што су, полицијски цепелини, тамне нијансе боја као и црно беле секвенце за представљање назива епизоде. У жељи да направе серију што мрачнијом, продуценти су померили границе акционих цртаних филмова: то је био први такав цртаћ после дуго времена у коме се пуцало из правог ватреног оружја (за разлику од осталих цртаћа из тог времена у којима се пуцало из ласерских пиштоља), и у ком Бетмен заиста удара и повређује негативце; у прилог томе, многе позадине за серију су сликане на црном папиру.
Серија је била добитник награде Еми и убрзо је добила многе похвале због јединствене анимације и квалитетних сценарија, и одмах је постала хит. Публика свих узраста је хвалила серијин софистициран, филмски тон и психолошке приче. Глумац Кевин Конрој, нпр., је користио две карактеристичне боје гласа како би одиграо Бруса Вејна и Бетмена, трансформишући један лик у други. Серија такође има и неизоставну екипу познатих глумаца који су позајмљивали гласове разним класичним негативцима. Најзначајнији је Марк Хемил, који је себи обезбедио потпуно нову каријеру у анимацији изузетним перформансом глумећи Џокера.
Један од разлога серијиног успеха је и тај што је успела поново да дефинише старе класичне ликове, и да пружи омаж њиховим пређашњим портретисањима и дајући им драматичне особине. Негативци као што су Дволични и Луди Шеширџија, као и хероји као што је Робин, су доказ. Најбољи пример драматичне промене је Г. Ледени; Бетмен:АС га је променила из клишеизираног лудог научника опседнутог хладноћом, у трагичну фигуру чија ледена спољашњост крије упропашћену љубав и жељу за осветом. Међутим, најпознатија новина серије је Џокерова помоћница, Харли Квин, која је постала толико популарна да ју је Ди Си укључио и у Бетмен стрип.
Серија је поставила камен темељац одељка за анимацију куће Ворнер Брадерс, која је постала једна од највећих продуцената на Америчкој телевизији.

## Бетмен анимирана серија 1992—1995.
Бетмен анимирана серија се односи на период исмеђу 1992. и 1995. године, и она је најупечатљивија од свих следећих анимираних серија које је инспирисала. Ова серија је једина која је користила Дарк Деко и зато има највише признања што од фанова, што од филмских критичара због своје мрачнине која одговара стрипу. Када је серија прешла на емитовање викендом, променили су јој назив у Бетмен и Робин авантуре како би деца више пажње посветила Бетменовом помоћнику Робину.
Креатори Бетмена су се трудили да сваку епизоду направе као тзв. мини-филм, односно свака епизода је прича за себе која углавном има наставак у некој од наредних епиозода, али серија није осмишљена да прати искључиво једну причу и зато је свака епизода буквално као мали филм. Уводна шпица се издваја од осталих анимираних серија по томе што уопште нема назив серије. Креатори су сматрали да је Бетмен толико препознатљив да назив у потпуности представља вишак (завршили су је кадром Бетмена који стоји изолован на врху зграде након успешног хватања криминалаца). Овакви детаљи чине ову анимирану серију изузетно квалитетном и признатом од стране масе фанова.

### Епизоде
Прва епизода Бетмена On Leather Wings има у потпуности причу за себе(Бетмен се бори са стварним човеком-шишмишом који је настао након што је научник из зоолошког врта попио серум да би то постао)и у тој епизоди уопште не сазнајемо ништа о Бетменовој прошлости и види се да је то прва епизода само у излажењу Бетмобила из пећине који је снимљен из више кадрова са свих страна.
Једна од најпознатијих епизода из Бетмен анимиране серије је The Heart of Ice, позната по томе што је вратила у живот готово заборављеног лика Господина Фриза, мењајући га од смешног, несигурног лика до једног од најозбиљнијих Бетменових противника. У овој епизоди сазнајемо за трагичну прошлост господина Фриза.
Џокер се први пут појављује у 2. епизоди Christmas With the Joker, али ту није представљен први сустрет Бетмена и Џокера. Епизода почиње Џокеровим бекством из Душевне болнице Аркам и у овој епизоди он покушава да се реши Бетмена, што наравно на крају не успева.

### Костим
Бетменов костим у анимираној серији је препознатљив. Плашт и маска су изразито тамноплаве боје тако да некад изгледа као црна. Сам костим је у нијанси тамносиве боје са Бетменовим амблемом који је представљен као знак слепог миша на жутој елипсастој подлози(Брус Тим је поменуо при коментарисању епизоде о Робиновом настанку да се размишљао како да представи Бетменов костим у флеш бековима да изгледа старије, и једна од промена је био знак који је у флеш бековима био без елипсасте подлоге и тако је опет испоштовао стрип зато што у златном периоду Бетмен стварно носи такав знак, а у модерном су оба заступљена). Наравно боје бетменових рукавица и чизама су одговарале бојама плашта и маске.

## Улоге
- Кевин Конрој - Бетмен/Брус Вејн
- Лорен Лестер - Робин/Дик Грејсон
- Ефрем Зимбалист - млађи - Алфред Пениворт
- Роберт Костанцо - Детектив Харви Булок
- Мелиса Гилберт - Бетгрл/Барбара Гордон
- Боб Хејстингс - Полицијски комесар Џејмс Гордон
- Мајкл Ансара - Г. Ледени/Виктор Фрис
- Ед Аснер - Роланд Дагет
- Адријен Барбју - Жена Мачка/Селина Кајл
- Џорџ Џунџа - Трбухозборац/Скарфејс/Арнолд Вескер
- Џон Гловер - Загонетач/Едвард Нигма
- Марк Хемил - Џокер/Џек Нејпијер
- Арон Кинкејд - Крокодил Убица
- Роди Макдауел - Луди Шеширџија/Џервис Теч
- Ричард Мол - Дволични/Харви Дент
- Рон Перлман - Глинена Маска/Мет Хејген
- Дајана Першинг - Отровни Бршљан/Памела Ајсли
- Хенри Полик - Страшило/Џонатан Крејн
- Хенри Силва - Бејн
- Арлин Соркин - Харли Квин/Харлин Квинзел
- Џон Вернон - Руперт Торн
- Дејвид Ворнер - Раз Ал Гул
- Пол Вилијамс - Пингвин/Освалд Коблпот

## Најпопуларније епизоде
Неколико епизода је остало популарно у круговима обожавалаца. Најпрослављенија епизода је била добитник Емија "Heart of Ice" (Срце од леда), која је позната по поновном креирању лика Г. Леденог, мењајући га из комичног зликовца, у трагичког лика за сажаљење. "Robin's Reckoning" (Робинов обрачун) је освојио Еми за најбољи програм од 30 минута или мање надмашивши фаворите као што су Симпсонови и приказана је као најзрелија и највернија прича о Робиновом пореклу. Друге епизоде које су добиле висока признања су "Joker's Favor" (Џокерова услуга), која означава прво појављивање миљенице публике Харли Квин; "Two Face" (Човек са два лица), због мрачног и озбиљног, поновног креирања лика за кога су продуценти некада сматрали сувише одурним за телевизију; "Mad as a Hatter" (Луд као шеширџија), у ком је Луди Шеширџија описан као најхуманији најрањивији од свих Бетменових непријатеља, а не као комични чудак; епизода из два дела, "Shadow of the Bat" (Сенка слепог миша), која представља Барбару Гордон као Бетгрл; и "Beware The Gray Ghost" (Чувајте се Сивог Духа), позната по томе што у њој Адам Вест (који је играо Бетмена у играној ТВ серији из шездесетих) игра пропалог глумца познатог по улози супер хероја, који ће морати да помогне Бетмену.

## Приказивање у Србији
У Србији се серија приказивала на каналу БК телевизије, а синхронизацију је радио Квартет Амиго.